# Ерикс (Сицилия)
Вижте пояснителната страница за други значения на Ерикс.
Ерикс (на старогръцки: Ἔρυξ) е античен град в западната част на остров Сицилия, днес част от Италия.
В 406 г. пр.н.е. тук се провежда морска битка между картагенския и сиракузкия флот, завършил с победа за Сиракуза.  Преди смъртта на Дионисий отново е във владение на Сиракуза  В 278 година пр. Хр. градът е превзет от епирския владетел Пир, който лично води нападението, подкрепяйки с демонстрираната храброст претенциите си за произход от Херакъл. 